# Condado de Camp
O Condado de Camp é um dos 254 condados do estado americano do Texas. A sede do condado é Pittsburg, e sua maior cidade é Pittsburg.
O condado possui uma área de 526 km² (dos quais 15 km² estão cobertos por água), uma população de 11 549 habitantes, e uma densidade populacional de 23 hab/km² (segundo o censo nacional de 2000).
O condado foi fundado em 1874.